# 박찬현
박찬현(朴瓚鉉, 1917년 9월 23일~1991년 9월 24일)은 대한민국의 정치인이다. 제1·4·5·9대 국회의원을 지냈다.

## 약력
- 부산제2공립상업학교를 졸업하였다.
- 일본 메이지 대학교 법학부를 졸업하였다.
- 미주리대학교 대학원 정치과를 졸업하였다.
- 1948년 대한민국 제헌 국회의원 선거에서 당선된데 이어, 1958년부터 1961년까지 부산을 지역구로 한 제4대, 제5대 국회의원이었다. 1961년 국회의원 신분으로 제2공화국에서 교통부 장관에 임명(5월 3일)되었으나, 곧이어 5·16 군사정변이 일어나 장관직에서 물러났다(5월 18일). 제4공화국에서는 주터키 대사(1971~74년)를 지내다가[2], 1976년 유신정우회로 다시 제9대 국회의원이 되었고, 문교부장관(1977~79년)을 역임하였다.
- 이 밖에도 경향신문 사장을 역임하였다.

## 역대 선거 결과
|  | 30.48% |

|  | 13.15% |

|  | 50.40% |

|  | 64.30% |

|  | 17.18% |

|  | 0% |

## 참고 자료
- 《대한민국 의정총람》, 국회의원총람발간위원회, 1994년
- “역대 정부부처 장차관 - 건설교통부”. 동아일보. 2007년 8월 9일에 원본 문서에서 보존된 문서. 2008년 2월 25일에 확인함.